# Iwan Gładki
Iwan Iwanowicz Gładki (ros. Иван Иванович Гладкий, ur. 2 listopada 1930 we wsi Maryniwka w rejonie starobielskim, zm. 18 kwietnia 2001 w Moskwie) – radziecki polityk i działacz związkowy, Bohater Pracy Socjalistycznej (1960).

## Życiorys
Od 1949 pracował jako brygadzista w sowchozie, w latach 1950–1954 służył w Armii Radzieckiej, od 1953 należał do KPZR. Od 1954 pracował w kombinacie chemicznym w Lisiczańsku, w którym był ślusarzem, szefem zmiany i szefem oddziału, w 1963 ukończył Charkowski Instytut Politechniczny, od 1966 działacz związkowy. Przewodniczący Ukraińskiego Republikańskiego Komitetu Związku Zawodowego Pracowników Przemysłu Naftowego i Chemicznego, 1970–1981 sekretarz Ukraińskiej Republikańskiej Rady Związków Zawodowych, w latach 1981–1986 sekretarz Wszechzwiązkowej Centralnej Rady Związków Zawodowych. Od stycznia 1986 do lipca 1989 przewodniczący Państwowego Komitetu ZSRR ds. Zagadnień Socjalnych, od 1989 na emeryturze. W latach 1986–1990 członek KC KPZR. 1979-1989 deputowany do Rady Najwyższej ZSRR 10. i 11. kadencji.

## Odznaczenia
- Medal Sierp i Młot Bohatera Pracy Socjalistycznej (28 maja 1960)
- Order Lenina (28 maja 1960)
- Order Czerwonego Sztandaru Pracy (dwukrotnie – 25 sierpnia 1971 i 22 grudnia 1977)
- Medal „Za pracowniczą dzielność” (26 kwietnia 1943)

I medale.